# HIP
HIP er en LP indspillet af Steppeulvene i marts 1967 i Metronome Studio i København og udgivet samme år. Albummet er flere gange genudgivet som CD, herunder som en del af bokssættet Dansk Rock Historie 1965-1978 fra 2010.
Dette album er den første milepæl i dansksproget rockmusik. Albummet er en blanding af hvad nogen kalder omtåget tjald, flip og visionær rockpoesi. Nu omtales det som syrerock.

## Trackliste
1. Dunhammeraften (Møller – Skaløe) 5:21
2. Itsi-Bitsi (Møller – Skaløe) 4:50
3. Til Nashet (Møller – Skaløe) 5:21
4. Jensen (Møller – Skaløe) 6:39
5. 0-0-0- (Møller – Skaløe) 4:58
6. Lykkens pamfil (Møller – Skaløe) 5:39
7. Kvinde kom ud (Seirup – Skaløe) 3:58
8. Kun for forrykte (Møller – Skaløe) 5:19

## Medvirkende
- Eik Skaløe - Sang
- Stig Møller - Guitar
- Søren Seirup - bas og mundharmonika
- Preben Devantier - trommer

Albummet var produceret af Olav Bennike med teknikker Birger Svan. Coveret blev designet af Anders Bull Clausen.